# Serra Azul
Serra Azul este un oraș în São Paulo (SP), Brazilia.